# フランドル遠征 (1678年)
フランドル遠征（フランドルえんせい、英語: Flanders Expedition）は仏蘭戦争中の1678年、イングランド王国軍によるフランドル地方への遠征。遠征の目的はフランス軍と戦っていたオランダ軍とスペイン軍の支援だった。

## 歴史
ヨーク公ジェームズの娘メアリー・ステュアートがオラニエ公ウィレム3世と結婚した後、イングランドは1678年に（自国の補給線を使って）遠征軍をフランドル地方に派遣、仏蘭戦争でフランスと戦っていたオランダ軍と合流した。遠征軍の指揮官は初代モンマス公爵だった。イングランド軍は大規模な軍事行動を起こさなかったが、仏蘭戦争最後の戦闘であるサン＝ドニの戦いではイングランド軍の部隊も参戦した。
サン＝ドニの戦いにおいてはダグルス中将率いるスコットランド連隊がフランスの軍営を攻撃したほか、英蘭の連合部隊がオランダ＝スペイン連合軍の後衛を務め、多くの損害を出した。直後の1678年8月10日には仏蘭間でナイメーヘンの和約が締結され、フランドル遠征も終結した。